# Birger Larsen

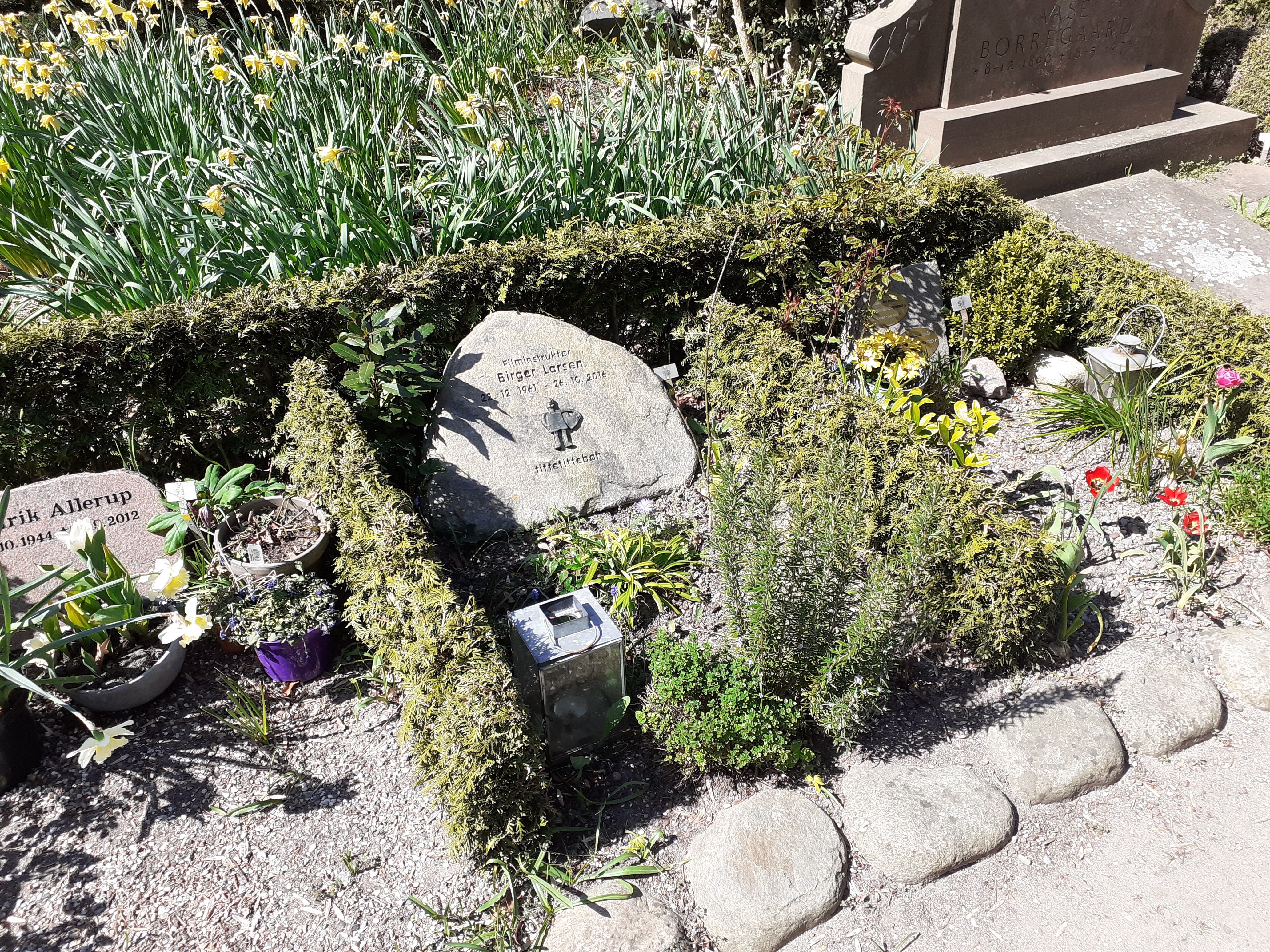
La tomba del director de cinema Birger Larsen (1961–2016) a Holmens Kirkegård a Copenhaguen.

Birger Larsen (22 de desembre de 1961 - 26 d'octubre de 2016) va ser un director de cinema i guionista danès. Va guanyar el Premi Bodil a la millor pel·lícula danesa per la seva pel·lícula de 1990 Lad isbjørnene danse. També va ser nominat al Oscar al millor curtmetratge per la seva pel·lícula Ska’ vi være kærester? (1996). El 2013, va dirigir el primer episodi de Crimes of Passion.

## Filmografia
Pel·lícules
- Lad isbjørnene danse (1990)
- Karlsvognen (1992)
- Steget efter (2005)
- Superbror (2009)
- Fortidens skygge (2012)

Curtmetratges
- Ska' vi være kærester? (1996)

Telefilms
- Længe leve friheden (1993)
- Murder: Joint Enterprise (2012)

Sèries de televisió
- Frihedens skygge (1994)
- Taxa (1997)
- Nikolaj og Julie (2002)
- Den 5:e kvinnan (2002)
- Forbrydelsen (2007)
- Den som dræber (2010)
- Murder[3] (2016) (Episodi "The Third Voice")

Altres crèdits
| Títol                       | Any  | Paper                         |
| --------------------------- | ---- | ----------------------------- |
| Vil du se min smukke navle? | 1978 | Claus                         |
| Beauty and the Beast        | 1983 | Assistent de llums            |
| L'element del crim          | 1984 | Best boy (2a unitat)          |
| Tonny Toupé show            | 1985 | Billardspiller med solbriller |
| Skyggen af Emma             | 1988 | Director assistent            |
| Huller i suppen             | 1988 | Editor                        |
| Himmel og helvede           | 1988 | 2a unitat director            |
| Guldregn                    | 1988 | Director assstent             |
| Love on the rails           | 1989 | Director assstent             |
| Eye of the Eagle            | 1997 | Director 2a unitat            |
| Skagerrak                   | 2003 | Director 2a unitat            |